# Alchemilla schmidelyana
Alchemilla schmidelyana es una especie de planta del género Alchemilla, perteneciente a la familia Rosaceae.

## Taxonomía
Alchemilla schmidelyana fue descrita por Robert Buser en 1892.

## Distribución
Se encuentra en el territorio de Francia y Suiza.